# Fujiwara no Yorinaga
Fujiwara no Yorinaga (jap. 藤原 頼長; * 1120; † 11. August 1156) stammte aus der einflussreichen Familie Fujiwara und hatte die einflussreiche Position eines „Ministers zur Linken“ (Sadaijin) inne.
Yorinaga war einer der Akteure in der Hōgen-Rebellion. Er wurde nach der Niederlage seiner Seite auf der Flucht nach Uji getötet.
| Personendaten    | Personendaten         |
| ---------------- | --------------------- |
| NAME             | Fujiwara no Yorinaga  |
| ALTERNATIVNAMEN  | 藤原 頼長 (japanisch) |
| KURZBESCHREIBUNG | japanischer Politiker |
| GEBURTSDATUM     | 1120                  |
| STERBEDATUM      | 11. August 1156       |